# Jaguar I-Pace eTrophy
La Jaguar I-Pace eTrophy è stata una serie automobilistica per SUV elettrici prodotta dalla Jaguar che supportava la Formula E. Venne soppressa dopo solo 2 stagioni a causa dei problemi economici dovuti alla pandemia di COVID-19.

## Storia
Presentata il 12 settembre 2017 al salone dell'automobile di Francoforte da Gerd E. Mäuser, dal presidente della Panasonic Jaguar Racing e da Alejandro Agag, presidente della Formula E.

## Aspetti tecnici

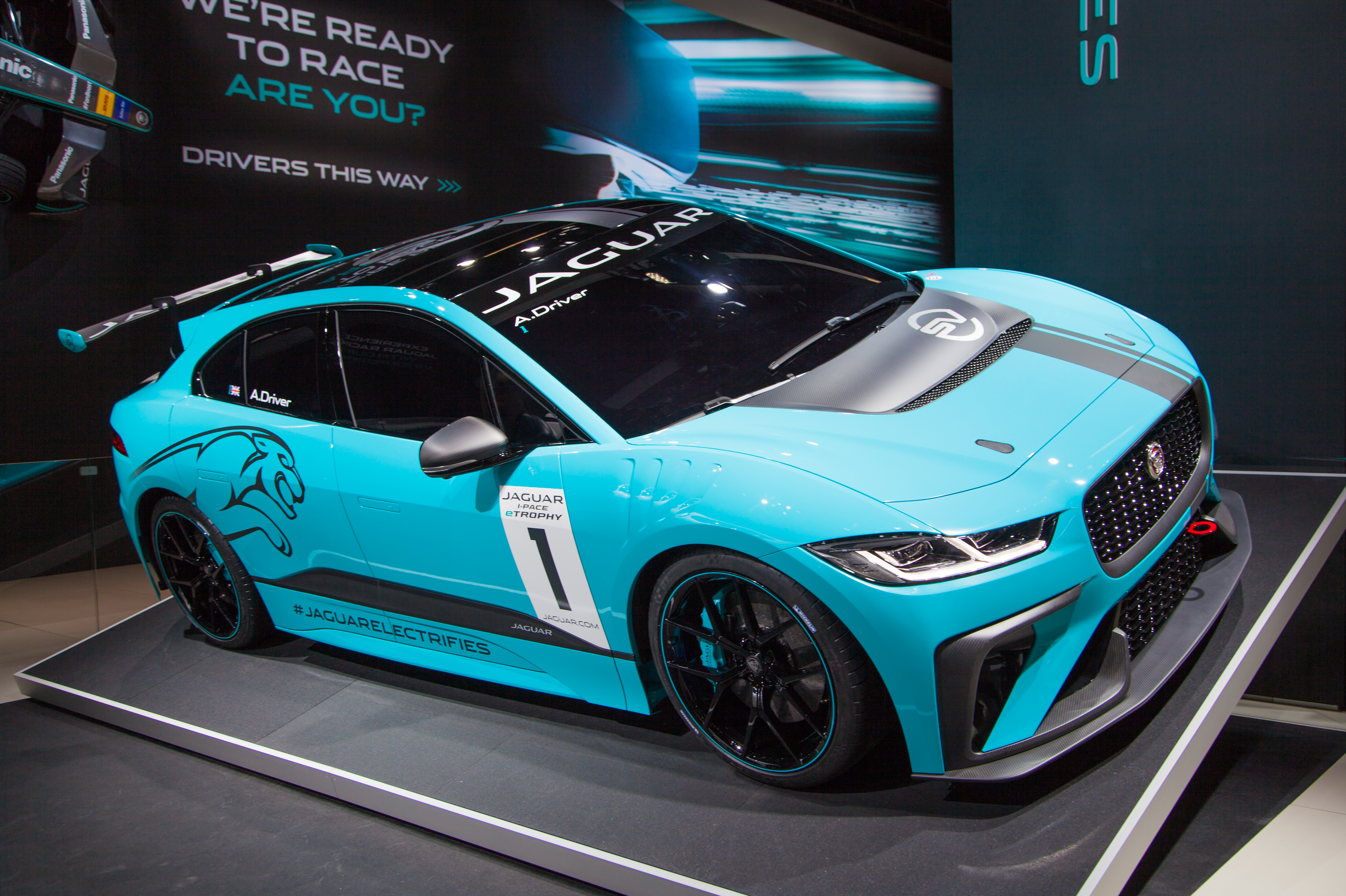
La vettura utilizzata per il campionato.

La vettura utilizzata per il campionato è denominata Jaguar I-Pace eTrophy, costruita dalla Jaguar Land Rover, evoluzione della vettura Jaguar I-Pace.
L'11 gennaio 2018 Michelin annuncia la fornitura degli pneumatici per la serie.

## Aspetti sportivi
I piloti competono in 3 categorie: Pro, Pro-Am e Ospiti. Solo le prime due categorie permettevano di ricevere punti per la classifica piloti distinta per le due. Non era prevista una classifica costruttori.

## Albo d'oro
| Stagione | Pilota          | Scuderia              | Categoria |
| -------- | --------------- | --------------------- | --------- |
| 2018-19  | Sérgio Jimenez  | Jaguar Brazil Racing  | Pro       |
| 2018-19  | Bandar Alesayi  | Saudi Racing          | Pro-Am    |
| 2019-20  | Simon Evans     | Team Asia New Zealand | Pro       |
| 2019-20  | Fahad Algosaibi | Saudi Racing          | Pro-Am    |